# ليفين رامبين
ليفين أليس رامبين (بالإنجليزية: Leven Alice Rambin)‏ (ولدت 17 مايو، 1990) هي ممثلة أمريكية، ظهرت في مسلسلات عديدة مثل غريز أناتومي والمبيد: سجلات سارا كونورز وسي إس آي: ميامي. في 2012 شاركت في فيلم مباريات الجوع وفي 2013 بيرسي جاكسون: بحر من الوحوش.

## أعمالها
| سنة  | عنوان                          | دور          | ملاحظات       |
| ---- | ------------------------------ | ------------ | ------------- |
| 2008 | Austin Golden Hour             | آني          | فيلم تلفزيوني |
| 2008 | Gigantic                       | ميسي ثاكسن   |               |
| 2010 | Babe                           | سارة         | فيلم قصير     |
| 2010 | Case 219'                      | كارلا ايفانز |               |
| 2012 | The Hunger Games               | غليمير       |               |
| 2012 | chasing Mavericks              | كيم          |               |
| 2013 | Isolated                       | سفيرة للسلام |               |
| 2013 | Percy Jackson: Sea of Monsters | كلاريس لارو  |               |
| 2013 | Two Night Stand                | ديزي         |               |

| سنة       | عنوان                                   | دور             | ملاحظات                             |
| --------- | --------------------------------------- | --------------- | ----------------------------------- |
| 2006      | The Book of Daniel                      | كارولين باكستون | رئيسية                              |
| 2007      | Law & Order: Special Victims Unit       | ريغان مايكلز    | حلقة: "Responsible"                 |
| 2008      | Lipstick Jungle                         | كلو جيميسن      | حلقة: "Chapter Four: Bombay Highway |
| 2008–2009 | Terminator: The Sarah Connor Chronicles | رايلي داوسون    | رئيسية                              |
| 2004–2010 | أول ماي تشيلدرن                         | ليلي مونتغومري  | رئيسية                              |
| 2009–2010 | Grey's Anatomy                          | سلون رايلي      | شخصية متناوبة                       |
| 2010      | Good Morning Rabbit                     |                 | لم يعرض                             |
| 2010      | Private Practice                        | سلون رايلي      | حلقة: "Another Second Chance"       |
| 2010      | Scoundrels                              | هيذر ويست       | رئيسية                              |
| 2011      | Wizards of Waverly Place                | روزي            |                                     |
| 2011      | CSI: Miami                              | مولي سلون       | شخصية متناوبة (الموسم التاسع)       |
| 2011      | One Tree Hill                           | كلوي هول        | شخصية متناوبة (الموسم الثامن)       |

## روابط خارجية
- الموقع الرسمي
- ليفين رامبين على موقع IMDb (الإنجليزية)
- ليفين رامبين على موقع ميتاكريتيك (الإنجليزية)
- ليفين رامبين على موقع روتن توميتوز (الإنجليزية)
- ليفين رامبين على موقع قاعدة بيانات الأفلام العربية
- ليفين رامبين على موقع ألو سيني (الفرنسية)
- ليفين رامبين على موقع تيرنر كلاسيك موفيز (الإنجليزية)
- ليفين رامبين على موقع أول موفي (الإنجليزية)
- ليفين رامبين على موقع قاعدة بيانات الأفلام السويدية (السويدية)
- ليفين رامبين على موقع إن إن دي بي (الإنجليزية)
- ليفين رامبين على موقع قاعدة بيانات الفيلم (الإنجليزية)